# Grabiny (gromada)
Grabiny – dawna gromada, czyli najmniejsza jednostka podziału terytorialnego Polskiej Rzeczypospolitej Ludowej w latach 1954–1972.
Gromady, z gromadzkimi radami narodowymi (GRN) jako organami władzy najniższego stopnia na wsi, funkcjonowały od reformy reorganizującej administrację wiejską przeprowadzonej jesienią 1954 do momentu ich zniesienia z dniem 1 stycznia 1973, tym samym wypierając organizację gminną w latach 1954–1972.
Gromadę Grabiny z siedzibą GRN w Grabinach utworzono – jako jedną z 8759 gromad na obszarze Polski – w powiecie dębickim w woj. rzeszowskim na mocy uchwały nr 19/54 WRN w Rzeszowie z dnia 5 października 1954. W skład jednostki wszedł obszar dotychczasowej gromady Grabiny ze zniesionej gminy Żyraków, obszar dotychczasowej gromady Głowaczowa (bez przysiółka "Golemki") ze zniesionej gminy Czarna, część obszaru dotychczasowej gromady Latoszyn położona na lewym brzegu rzeki Wisłoki ze zniesionej gminy Dębica oraz dzielnica "Błyszczówka" z miasta Dębica w tymże powiecie. Dla gromady ustalono 14 członków gromadzkiej rady narodowej.
1 stycznia 1960 gromadę zniesiono, włączając jej obszar do gromady Straszęcin w tymże powiecie.